# Арабаджи
Арабаджи́ (укр. Арабаджи, крымскотат. Arabacı, Арабаджы) — исчезнувшее село в Черноморском районе Республики Крым, располагавшееся на западе района, в верховье балки Кель-Шеих, примерно в 1—1,5 километрах к северо-востоку от современного села Красносельское.

## История
Первое документальное упоминание деревни встречается в Камеральном Описании Крыма… 1784 года, судя по которому, в последний период Крымского ханства Арабатжи входил в Тарханский кадылык Козловскаго каймаканства.
После присоединения Крыма к России (8) 19 апреля 1783 года, (8) 19 февраля 1784 года, именным указом Екатерины II сенату, на территории бывшего Крымского ханства была образована Таврическая область и деревня была приписана к Евпаторийскому уезду. После павловских реформ, с 1796 по 1802 год входила в Акмечетский уезд Новороссийской губернии. По новому административному делению, после создания 8 (20) октября 1802 года Таврической губернии, Арабаджи был включён в состав Яшпетской волости Евпаторийского уезда.
По Ведомости о волостях и селениях, в Евпаторийском уезде с показанием числа дворов и душ… от 19 апреля 1806 года, в деревне Арабаджи числилось 3 двора, 31 крымский татарин и 2 ясыров. На военно-топографической карте генерал-майора Мухина 1817 года деревня Арабаджи обозначена с 10 дворами. После реформы волостного деления 1829 года Арабаджи, согласно «Ведомости о казённых волостях Таврической губернии 1829 года» оставался в составе Яшпекской волости. На карте 1836 года в деревне 3 двора, а на карте 1842 года Арабаджи обозначен условным знаком «малая деревня», то есть, менее 5 дворов. Видимо, вскоре деревня опустела полностью, поскольку ни в «Памятной книжке Таврической губернии за 1867 год», в списке покинутых в 1860—1864 годах, в результате эмиграции крымских татар, ни на трёхверстовой карте 1865—1876 года Арабаджи нет, упомянут только в труде профессора А. Н. Козловского 1867 года, по обследованиям которого вода в колодцах деревни была пресная, а их глубина колебалась от 10 до 15 саженей (21—33 м). В дальнейшем в доступных источниках не встречается.